# The Secret Life of Us
The Secret Life of Us è una serie televisiva australiana andata in onda su Network Ten dal 2001 al 2005, per un totale di 4 stagioni.

## Trama
Un gruppo di amici, tra i 20 ed i 30 anni, vive in un complesso di appartamenti situato a St Kilda, un sobborgo balneare vicino Melbourne. Vengono raccontate le loro vicende personali e professionali. 

## Personaggi e interpreti

### Principali
- Kelly Lewis (stagioni 1-4), interpretata da Deborah Mailman
- Evan Wylde (stagioni 1-4), interpretato da Samuel Johnson
- Simon Trader (stagioni 1-4), interpretato da David Tredinnick
- Gabrielle Kovitch (stagioni 1-3), interpretata da Sibylla Budd
- Richie Blake (stagioni 1-3), interpretato da Spencer McLaren
- Miranda Lang (stagioni 1-3), interpretata da Abi Tucker
- Alex Christensen (stagioni 1-3), interpretata da Claudia Karvan
- Jason Kennedy (stagioni 1-2), interpretato da Damian De Montemas
- Will McGill  (stagioni 1-2), interpretato da Joel Edgerton
- Christian Edwards (stagioni 2-4), interpretato da Michael Dorman
- Patrick "Tidy" (stagione 3), interpretato da Dan Spielman
- Chloe (stagione 3), interpretata da Nina Liu
- George (stagione 3), interpretata da Gigi Edgley
- Justin Davies (stagioni 3-4), interpretato da Sullivan Stapleton
- Stuart Woodcock (stagione 4), interpretato da Stephen Curry
- Bree Sanzaro (stagione 4), interpretata da Brooke Harman
- Adam Beckwith  (stagione 4), interpretato da Nicholas Coghlan
- Lucy Beckwith (stagione 4), interpretata da Alexandra Schepisi
- Nikki Martel (stagione 4), interpretata da Anna Torv
- Zelko Milanovic (stagione 4), interpretato da Ryan Johnson

### Secondari
- Anthony 'Rex' Mariani, interpretato da Vince Colosimo
- Mac, interpretato da Damian Walshe-Howling
- Nick, interpretato da Murray Bartlett
- Pandora, interpretata da Susie Porter
- Dominic, interpretato da Jacek Koman
- Talia, interpretata da Pia Miranda
- Rob, interpretato da Ben Mendelsohn

## Episodi
| Stagione         | Episodi | Prima TV USA | Prima TV Italia |
| ---------------- | ------- | ------------ | --------------- |
| Prima stagione   | 22      | 2001         | 2004            |
| Seconda stagione | 22      | 2002         | inedita         |
| Terza stagione   | 22      | 2003         | inedita         |
| Quarta stagione  | 20      | 2004-2005    | inedita         |

## Distribuzione
The Secret Life of Us è stata trasmessa nel Regno Unito su Channel 4, che ha inizialmente co-finanziato la serie. La serie è stata trasmessa in molti altri paesi; Nuova Zelanda (TV3), Irlanda (RTÉ2), Canada (SuperChannel3), Paesi Bassi (Yorin), Francia (Canal+ e France 4), Estonia (ETV e Kanal 11), Norvegia (NRK), Serbia (B92 e TV Avala), Russia (TNT e Muz TV), Israele (Channel 2) e Stati Uniti d'America (Hulu). In Italia è andata in onda nel 2004 su Fox Life, che ha però trasmesso solo la prima stagione.
La serie è stata un enorme successo in Australia, soprattutto le prime due stagioni. Ma quando molti protagonisti hanno lasciato la serie, venendo sostituiti da nuovi personaggi, la terza stagione ha avuto un brusco calo di ascolti. Dopo la messa in onda dei primi tre episodi della quarta stagione, Network Ten ha cancellato ufficialmente la serie.

## Riconoscimenti
- 2001 - AFI Awards
  - Miglior attore protagonista in un dramma televisivo a Samuel Johnson
  - Miglior attrice guest star in una serie drammatica a Catherine McClements
- 2002 - AFI Awards
  - Miglior attore protagonista in un dramma televisivo a Joel Edgerton
- 2002 - Logie Awards
  - Miglior serie televisiva drammatica
- Miglior attrice a Deborah Mailman
- 2003 - Logie Awards
  - Miglior serie televisiva drammatica
- Miglior attrice in una serie drammatica a Claudia Karvan
- 2004 - Logie Awards
  - Miglior serie televisiva drammatica
- Miglior attrice in una serie drammatica a Deborah Mailman